# Nechen (Löbau)
Nechen (obersorbisch Njechańⓘ) ist ein Dorf und Ortsteil von Löbau in der sächsischen Oberlausitz.

## Geographie
Das Dorf liegt südöstlich des 335,8 Meter hohen Pfaffenberges und südwestlich des 320,8 Meter hohen Schafberges rechtsseitig über dem Tal des Buttermilchwassers. Durch Nechen führt die Bundesstraße 6. Das Kataster umfasst 136 Hektar.

## Geschichte
Nechen ist wahrscheinlich eine slawische Gründung. Darauf deuten sowohl die Form als Rundling als auch der vom slawischen Personennamen „Nechan“ abgeleitete Ortsname hin.
Die Ersterwähnung des Dorfes erfolgte 1306 bei seiner Unterstellung unter die Löbauer Obergerichtsbarkeit durch die Markgrafen von Brandenburg. Obwohl nahe an Löbau gelegen, kaufte der Rat zu Bautzen später das Dorf auf. Nechen wurde so zu einem der Bautzener Ratsdörfer. Das Dorf gehörte immer zum Kirchspiel Kittlitz.
Nach der Gründung des Volksgutes Löbau als Spezialbetrieb der Tierzucht im Jahre 1953, wurde dem Gut ein 42 ha großer Landwirtschaftsbetrieb in Nechen angeschlossen, der zu einer Schäferei ausgebaut wurde. Diese wurde zu einem Zuchtbetrieb für Merino-Fleischschafe ausgebaut. In Nechen befand sich die zentrale Bock-Aufzuchtstation des Bezirkes Dresden, die hauptsächlich in die Sowjetunion und nach Arabien exportierte. 1969 erfolgte die Anerkennung als Elite-Stammherde. Die Herde umfasste im Jahre 1970 über 1.000 Tiere. Für die Beschäftigten der Schafzucht wurde ein Wohnblock mit zwölf Wohnungen erbaut. In der zweiten Hälfte des 20. Jahrhunderts gingen fast alle historischen Gebäude des Ortes verloren. Erhalten blieb an der Bundesstraße 6 ein altes Chausseehaus aus dem 19. Jahrhundert.
Als Teil der Gemeinde Eiserode, mit der Nechen am 1. April 1939 zusammengelegt wurde, wurde Nechen am 1. Januar 1994 nach Löbau eingegliedert.
In Nechen wurde 1821 der sorbische Volksschriftsteller Johann Traugott Mutschink geboren.

## Bevölkerung und Sprache
Für seine Statistik über die sorbische Bevölkerung in der Oberlausitz ermittelte Arnošt Muka in den achtziger Jahren des 19. Jahrhunderts eine Bevölkerungszahl von 93 Einwohnern; darunter waren 83 Sorben und zehn Deutsche. Nechen befand sich damals am äußersten südöstlichen Rand des sorbischen Mehrheitsgebietes. Hier wurde der Löbauer Dialekt des Sorbischen gesprochen, der mittlerweile ausgestorben ist. Der Sprachwechsel zum Deutschen vollzog sich in Nechen zu Beginn des 20. Jahrhunderts und war nach dem Zweiten Weltkrieg fast vollkommen abgeschlossen. Heute ist das Sorbische aus dem Alltag im Ort verschwunden.